# وادي سري
وادي سري هي قرية لبنانية من قرى قضاء الضنية في محافظة الشمال.